# Junko Iwao
Junko Iwao (岩男 潤子?, Iwao Junko; Beppu, 18 febbraio 1970) è una doppiatrice, cantante J-pop giapponese, meglio conosciuta per aver doppiato Tomoyo Daidoji della serie animata Card Captor Sakura.

## Ruoli importanti

### Serie animate televisive
- Betterman (Sakura)
- Card Captor Sakura (Tomoyo Daidoji)
- Ayashi no Ceres (Ceres)
- Chibi Maruko-chan (Kenta Hasegawa)
- Devil Lady (Jun Fudo)
- Haunted Junction (Reiko)
- Key the Metal Idol (Tokiko "Key" Mima)
- Macross 7 (Sally Saint Ford)
- Il club della magia! (Akane Aikawa)
- Mushishi (Setsu)
- Mai-HiME (Akane Higurashi)
- Mai-Otome (Akane Soir)
- Neon Genesis Evangelion (Hikari Horaki)
- Romeo × Juliet (Ophelia)
- Saint Tail (Kyoko)
- ToHeart (Serika Kurusugawa, Ayaka Kurusugawa)
- ToHeart ~Remember My Memories~ (Serika Kurusugawa, Ayaka Kurusugawa)
- Lamù (Lamù, 1985-1986)
- Vampire Princess Miyu (Riri Sone)
- Wedding Peach (Manami)

### OAV
- Garzey's Wing (Rumiko)
- Macross 7 Encore (Sally Saint Ford)
- Macross 7 Plus (Hennessy, Sally Saint Ford)
- Il club della magia! (Akane Aikawa)
- Melty Lancer (Sakuya Lansaihe)
- New Cutey Honey (Natsuko)
- La principessa Minerva (Tua)
- Kenshin - Samurai vagabondo (Tomoe Yukishiro)
- Tales of Phantasia (Mint Adnade)
- Variable Geo (Chiho Masuda)
- Key the Metal Idol  key

### Film anime
- Card Captor Sakura - The Movie (Tomoyo Daidoji)
- Gekijōban Cardcaptor Sakura: Fūin sareta card (Tomoyo Daidoji)
- Neon Genesis Evangelion: Death & Rebirth (Hikari Horaki)
- Perfect Blue (Mima Kirigoe)
- Chi ha bisogno di Tenchi? - The Movie - La vigilia dell'estate (Mayuka)
- X (Kotori Mono)

### Film d'animazione stranieri
- Le avventure del piccolo tostapane (Chris)
- Tartarughe Ninja (Princess Mallory)

### Videogiochi
- Armored Core 2 (Nell Aulter)
- Crime Crackers 2 (Seria Hasselbag)
- Dragon Force II: Kamisarishi Daichi ni (Teiris)
- Fighters Megamix (Pai Chan)
- Grandia II (Tio)
- Langrisser IV (Schelfaniel)
- Mitsumete Knight (Lesley Lopicana)
- Melty Lancer series (Sakuya Lansaihe)
- Mai-HiME: Unmei no keitōju (Akane Higurashi)
- Super Robot Wars serie (Lefina Enfield)
- Tales of Phantasia (Mint Adnade) (versioni PS1 e GBA)
- Tales of the Abyss (Mint Adnade)
- ToHeart (Serika Kurusugawa, Ayaka Kurusugawa)
- True Love Story 2 (Kodachi Kazama)
- Virtua Fighter 2 (Pai Chan)